# Радослав Димитров (художник)
Радослав Димитров, с артистичното име Бадуля (от индийски – прилеп), е български художник, фолклорен наивист.

## Биография и творчество
Радослав Димитров – Бадуля е роден на 7 декември 1970 г. в Добрич, в ромско семейство. През 1989 г. завършва Художествената гимназия „Илия Петров“ в София.
Има девет самостоятелни изложби и множество участия в сборни изложби във Варна и Добрич. През 2001 г. изрисува параклиса „Св. Георги“ в град Ерапетра на остров Крит. Работи в областта на живописта, графиката, плаката. Негови творби притежават Радио Варна и частни колекции в България, Гърция, Германия, Швеция, Англия, и др.
Живее и работи в с.Стожер.